# چشمه‌باستانیان
چشمه‌باستانیان (نام علمی: Crenarchaeota) نام یک شاخه از حوزه باستانیان است.
از گونه‌های معروف آنها می‌توان به Sulfolobus اشاره کرد که در چشمه‌های آب گرم گوگردی ایتالیا کشف شد.